# Slayed?
Slayed? – trzeci studyjny album angielskiego zespołu glamrockowego Slade. Został wydany 1 listopada 1972 roku i dotarł do 1 miejsca na brytyjskiej liście przebojów, na której spędził łącznie 34 tygodnie. Był notowany także w Stanach Zjednoczonych, gdzie pozostał na listach przez pół roku (3 tygodnie dłużej niż Keep Your Hands Off My Power Supply). Dotarł tam jednak ledwo do Top 75. Już w pierwszych miesiącach 1973 roku album osiągnął status srebrnej płyty w Wielkiej Brytanii oraz złotej w Finlandii.
Album ten zawiera dwa z największych hitów zespołu – Gudbuy T'Jane i Mama Weer All Crazee Now i jak powiedział jeden z krytyków rocka jest ich „... najlepszym albumem”.
Informacja o tym albumie jest zawarta w książce 1001 Albums You Must Hear Before You Die (1001 albumów, które musisz usłyszeć zanim umrzesz).
Podczas australijskiej trasy zespołu album od razu stał się numerem jeden na tamtejszej liście przebojów spychając swój własny koncertowy album Slade Alive! na miejsce drugie. W tym czasie zespół miał także 3 single w tamtejszym Top 50. Na australijskim rynku muzycznym album osiągnął status złotej płyty w tydzień po wydaniu.

## Lista utworów
| 1.  | „How D'You Ride” (Holder/Lea)                          | 3:12  |
|     |                                                        |       |
| 2.  | „The Whole World's Goin' Crazee” (Holder)              | 3:37  |
|     |                                                        |       |
| 3.  | „Look at Last Nite” (Holder/Lea)                       | 3:06  |
|     |                                                        |       |
| 4.  | „I Won't Let It 'Appen Agen” (Lea)                     | 3:17  |
|     |                                                        |       |
| 5.  | „Move Over” (Janis Joplin)                             | 3:45  |
|     |                                                        |       |
| 6.  | „Gudbuy T'Jane” (Holder/Lea)                           | 3:34  |
|     |                                                        |       |
| 7.  | „Gudbuy Gudbuy” (Holder/Lea)                           | 3:30  |
|     |                                                        |       |
| 8.  | „Mama Weer All Crazee Now” (Holder/Lea)                | 3:44  |
|     |                                                        |       |
| 9.  | „I Don' Mind” (Holder/Lea)                             | 3:06  |
|     |                                                        |       |
| 10. | „Let the Good Times Roll / Feel So Fine” (Leonard Lee) | 3:45  |
|     |                                                        |       |
|     |                                                        | 34:36 |
|     |                                                        |       |

### Utwory bonusowe z wersji zremasterowanej w 2006 r.
1. „My Life Is Natural”
2. „Candidate”
3. „Wonderin' Y”
4. „Man Who Speeks Evil”
5. „Slade Talk To Melanie Readers”

## Notowania na listach przebojów
| Notowanie (1972)                    | Najwyższa pozycja | Ilość tygodni |
| ----------------------------------- | ----------------- | ------------- |
| Australijska (ARIA) lista przebojów | 1                 | 18            |
| Austriacka lista przebojów          | 3                 | 12            |
| Kanadyjska lista przebojów          | 27                | 13            |
| Holenderska lista przebojów         | 10                | 3             |
| Francuska lista przebojów           | 8                 | 40            |
| Niemiecka lista przebojów           | 10                | ?             |
| Norweska lista przebojów            | 3                 | 24            |
| Brytyjska lista przebojów           | 1                 | 34            |
| U.S. Billboard 200                  | 69                | 26            |

## Skład

### Slade
- Noddy Holder - wokal, gitara rytmiczna
- Dave Hill - gitara prowadząca
- Jim Lea - gitara basowa, fortepian
- Don Powell - perkusja

### Produkcja
- Chas Chandler - produkcja
- Gered Mankowitz - fotografia
- Chris Charlesworth - wkładka